# کروکلین
کروکلین (انگلیسی: Crooklyn) فیلمی در ژانر زندگی‌نامه‌ای و کمدی-درام به کارگردانی اسپایک لی است که در سال ۱۹۹۴ منتشر شد. از بازیگران آن می‌توان به الفری وودار، دلروی لیندو، دیوید پاتریک کلی، آیزیا واشینگتن، فرانسیس فاستر و اسپایک لی اشاره کرد.